# Zabbix
Zabbix es un Sistema de Monitorización de Redes creado por Alexei Vladishev. Está diseñado para monitorizar y registrar el estado de varios servicios de red, Servidores, y  hardware de red.
Usa MySQL, PostgreSQL, SQLite, Oracle o IBM DB2 como base de datos.  Su backend está escrito en C y el frontend web está escrito en PHP. Zabbix ofrece varias opciones de monitorización para obtener información:
- Chequeos simples que pueden verificar la disponibilidad y el nivel de respuesta de servicios estándar como SMTP o HTTP sin necesidad de instalar ningún software sobre el host monitorizado.
- Ofrece la opción de instalar un agente Zabbix en máquinas UNIX y Windows para obtener estadísticas más detalladas, como la carga de CPU, la utilización de red y el espacio en disco.
- Como alternativa a instalar el agente sobre los host, Zabbix incluye soporte para monitorizar vía protocolos SNMP, TCP e ICMP, como también sobre IPMI, JMX, SSH, telnet y usando parámetros de configuración personalizados. Estas opciones de monitorización permiten recopilar información sobre los dispositivos de red, como direcciones IP, nombres de host, fabricante y otros detalles relevantes. Por lo tanto, Zabbix puede desempeñar el papel de una herramienta de inventario de red al mantener un registro de los activos de la red y proporcionar una visión completa de la infraestructura de la red.
- Zabbix soporta una variedad de mecanismos de notificación en tiempo real, incluyendo  XMPP.

Lanzado sobre los términos de la versión 2 de la GNU General Public License, Zabbix es software libre.

## Historia
Zabbix fue iniciado como un proyecto interno de software en 1998. Después de 3 años, en 2001, este fue lanzado al público sobre GPL. Y tomo 3 años más hasta su primera versión estable, 1.0, que fue lanzada en 2004.

## Funcionalidades
- Alto rendimiento y alta capacidad (posibilidad de monitorizar cientos de miles de dispositivos)
- Autodescubrimiento de servidores y dispositivos de red
- Monitorización distribuida y una administración web centralizada
- Agentes nativos en múltiples plataformas
- Posibilidad de monitorización sin agentes
- Monitorización JMX
- Monitorización Web
- Configuración de permisos por usuarios y grupos
- Métricas SLA e ITIL
- Sistema flexible de notificación de eventos (Email, XMPP, etc)

## Desarrollo
Hoy en día Zabbix es desarrollado principalmente por una empresa dedicada a ello, Zabbix SIA.

### Código fuente
Zabbix consiste en algunos módulos aislados:
- Servidor
- Agentes
- Frontend
- Proxy
- Java gateway

Mientras que el servidor, proxy y agentes están escritos en C, el frontend está implementado en PHP y Javascript.
El Java gateway, disponible desde Zabbix 2.0, está escrito en Java.

## Libros
- (2010) Zabbix 1.8 Network Monitoring - Packt Publishing ISBN 978-1-847197-68-9